# Jamón, jamón
Jamón, jamón és una pel·lícula espanyola que va ser dirigida per Bigas Luna i estrenada en 1992. Va ser protagonitzada per Stefania Sandrelli, Anna Galiena, Penélope Cruz, Jordi Mollà, Javier Bardem i Juan Diego.

## Argument
José Luis (Jordi Mollà) és el fill d'un acabalat matrimoni propietari d'una fàbrica de roba interior masculina on treballa Silvia (Penélope Cruz), la seva xicota. Quan aquesta es queda embarassada, José Luis promet casar-se amb ella, contrariant la decisió dels seus pares. La mare de José Luis (Stefania Sandrelli), no considerant Silvia prou bona per a casar-se amb el seu fill, decideix contractar a un jove aspirant a torero, Raúl (Javier Bardem), perquè sedueixi la jove. Tot començarà a complicar-se quan Raúl s'enamora de Silvia i aquesta descobreix que tot va ser planejat per la mare del seu promès.

## Actors principals
En contra de l'habitual, en els títols de crèdit de la pel·lícula no apareixen els noms dels personatges principals, sinó una característica d'aquests:
- Stefania Sandrelli - la mare puta
- Anna Galiena - la puta mare
- Juan Diego - el pare
- Penélope Cruz - Silvia, la filla de puta
- Javier Bardem - Raúl Gonzales, el xoriço
- Jordi Mollà - José Luis, el mocós
- Tomás Martín - José Gabrieles, l'amic de Raúl

## Recepció
La producció cinematogràfica va catapultar a la fama al director Bigas Luna Addicionalment la pel·lícula va tenir un notable èxit internacional i també va llançar a la fama dos dels actors espanyols més populars arreu del món, Penélope Cruz i Javier Bardem. Malgrat això. als VII Premis Goya no va obtenir cap guardó, tot i competir en sis categories (actor, actriu, pel·lícula, director, guió original i so).

## Rodatge
La producció cinematogràfica es va rodar al desert dels Monegres, situat entre les províncies de Saragossa i Osca, mes concretament a als municipis de Penyalba, Fraga, Monegrillo i l'Almolda.

## Premis
Medalles del Cercle d'Escriptors Cinematogràfics de 1992
| Categoria    | Persona       | Resultat  |
| ------------ | ------------- | --------- |
| Millor actor | Javier Bardem | Guanyador |

- Lleó d'Argent a la millor direcció a la 49a Mostra Internacional de Cinema de Venècia a Bigas Luna[9]